# Бернвальд, Арнгольд Рейнгольдович
Арнгольд Рейнгольдович Бернвальд (2 сентября 1937, с. Александровка, Ейский район, Азово-Черноморский край — 17 августа 2017) — доктор экономических наук, профессор, ректор Новосибирского института советской кооперативной торговли/СибУПК (1986—?), Заслуженный работник высшей школы России (2002).

## Биография
Родился 2 сентября 1937 года в селе Александровка (Ейский район Краснодарского края). В 1964 году окончил Новосибирский институт советской кооперативной торговли, с 1986 года занимал должность ректора этого вуза.
С 2001 года — академик Международной АН высшей школы.
Состоял в исследовательском комитете Международного кооперативного альянса и Совете Центроосоюза России. Руководил Советом ректоров кооперативных вузов стран СНГ. Сопредседательствовал в  межвузовском учёном Совете Центросоюза России.
Основатель и руководитель научного направления «Кооперация в социальной экономике».
Подготовил трёх докторов и 20 кандидатов наук. Автор свыше 100 научных публикаций, в частности, девяти монографий и пяти учебников.
Умер 17 августа 2017 года. Похоронен на Кудряшовском кладбище (Новосибирский район).

## Основные работы
- Организация и управление торговлей на селе. М.: Экономика, 1982. 128 с.;
- Региональные проблемы товарного обращения (на примере Сибири и Дальнего Востока). Новосибирск: Наука, 1984. 210 с.;
- Потребительская кооперация в условиях перехода к рыночной экономике. Проблемы членских отношений. (в соавт. с А. В. Цихоцким). Новосибирск: ВО «Наука», 1993. 169 с.[1]

## Награды
Знак «Почётный работник высшего профессионального образования России» (1997), орден «За заслуги перед Отечеством» 2-й степени (1998).